# Herczeg Zoltán
Herczeg Zoltán (Szerencs, 1972. szeptember 24. –) magyar férfidivat-tervező.
Herczeg Zoltán Szerencsen született, a Corvinus Közgazdaságtudományi Egyetemre járt. Első divatmegbízatásai a Hooligans nevű rockzenekarban játszó gyerekkori barátai számára tervezett színpadi ruhák voltak. 1996-ban bérelt egy kis üzletet Budapest belvárosában.

## Divat
Herczeget a 2005-ös „Fashion Awards Hungary-n az év fiatal tervezőjének jelölték”.

## Könyve
- Divatmajom a ketrecben – Troubadour Books, Kistarcsa, 2023 · ISBN 9786150189499

## Fordítás
- Ez a szócikk részben vagy egészben  a   Zoltán Herczeg című angol Wikipédia-szócikk fordításán alapul.  Az eredeti cikk szerkesztőit annak laptörténete sorolja fel. Ez a jelzés csupán a megfogalmazás eredetét és a szerzői jogokat jelzi, nem szolgál a cikkben szereplő információk forrásmegjelöléseként.